# Mišnjak (Rab)
Koordinati:   44°42′17″N, 14°51′47″E
Mišnjak je majhen nenaseljen otoček v Jadranskem morju. Pripada Hrvaški.
Otoček, na katerem stoji svetilnik, je z valobranom povezan z otokom Rabom. Površina Mišnjaka meri 0,03 km². Dolžina obalnega pasu je 0,8 km. Otoček in valobran dajeta nenaseljeni trajektni luki v istoimenskem zalivu zavetje pred udari burje. Burja tu je lahko zelo močna, vendar ne dela močnih valov. V trajektni luki pristajajo trajekti, ki povezujejo Jablanac z Rabom. Za ostala plovila je dovoljeno pristajanje samo v nujnih primerih.
Iz pomorske karte je razvidno, da svetilnik, ki stoji na severni strani otočka, oddaja svetlobni signal: R Bl 3s. Nazivni domet svetilnika je 3 milje.